# Flatshare
Flatshare (originaltitel: The Flatshare) är en brittisk romantisk komedi och dramaserie som hade premiär den 1 december 2022. Första säsongen består av sex avsnitt. Serien släpptes på SVT Play den 6 september 2023.

## Handling
Serien kretsar kring Tiffany och Leon som delar lägenhet för att spara pengar. Men eftersom Tiffany arbetar som journalist och jobbar dagtid medan Leon är sjuksköterska och jobbar natt på ett hospis träffas de aldrig. De har lägenheten halva dygnet var och kommunicerar med varandra genom post it-lappar.

## Rollista (i urval)
- Jessica Brown Findlay – Tiffany "Tiffy" Moore
- Anthony Welsh – Leon Twomey
- Gina Bramhill – Rachel
- Jonah Hauer-King – Mo
- Shaniqua Okwok – Maia Constantine
- Shaq B. Grant – Richie Twomey
- Dustin Demri-Burns – Phil
- Bart Edwards – Justin
- Klariza Clayton – Kay
- Jo Martin – Pauline
- Bill Milner – Si
- Sophie Thompson – Katherine
- Juliet Cowan – Gillian